# Nāḩiyat Buşayrah
Nāḩiyat Buşayrah (arabiska: ناحية البصيرة, ناحية بصيرة) är ett subdistrikt i Syrien.   Det ligger i provinsen Dayr az-Zawr, i den östra delen av landet, 400 km öster om huvudstaden Damaskus.
Trakten runt Nāḩiyat Buşayrah är ofruktbar med lite eller ingen växtlighet. Runt Nāḩiyat Buşayrah är det ganska glesbefolkat, med 29 invånare per kvadratkilometer.